# ديدبول (فلم)
ديدبول (بالإنجليزية: Deadpool) هو فيلم بطل خارق أمريكي مبني على شخصية ديدبول من مارفل كومكس. الفيلم هو الإصدار الثامن ضمن سلسلة أفلام إكس مان، من إخراج تيم ميلر وسيناريو ريت ريزه وبول ويرنك وبطولة رايان رينولدز ومورينا باكارين وإد سكراين وتي جاي ميلر وجينا كارانو وبراينا هيلدبراند وأندريه تريكتو وليزلي أوغامس. قصته تتبع المرتزقة ويد ويلسون، الذي يتعرض إلى تجربة تتركه مشوهاً وتمنحه قدرات خارقة، فيقرر أن يلاحق الناس الذين حاولوا تدمير حياته.
في مايو 2009 بدأت تونتيث سينتشوري فوكس تطوير الفيلم، وفي أبريل 2011، تم تعيين تيم ملير كمخرج. بدأ تصوير الرئيسي في فانكوفر، كندا، في مارس 2015 وانتهى في مايو.
عرض ديدبول لأول مرة في باريس في 8 فبراير 2016، وصدر في أمريكا الشمالية في 12 فبراير، أما الشرق الأوسط في 18 فبراير. الفيلم كسر العديد من الأرقام القياسية في شبابيك التذاكر الأمريكية وتلقى مراجعات إيجابية من النقاد.
في السابق في القوات الخاصة، لكنه سرعان ما تحول إلى مرتزق ومنح لنفسة أسم (ديدبول) بعد أن تعرض إلى تجربة قاسية تركته بمهارات عالية مثل القدرة على إعادة شفاء نفسة، يخرج (ديدبول) بمهاراته إلى الشارع لينتقم من الرجل الذي دمر حياته.

## طاقم التمثيل
- رايان رينولدز بدور ديدبول/ويد ويلسون
- مورينا باكارين بدور فانيسا كارلايل
- إد سكراين بدور فرانسيس فريمان / أجاكس
- تي جاي ميلر بدور ويزيل
- جينا كارانو بدور إينجيل دست

## الاستقبال

### شباك التذاكر
اكتسح الفيلم شباك التذاكر العالمي بتحقيقه أكثر من 132 مليون دولار في أسبوعه الافتتاحي  وبلغت إيراداته في أمريكا في أسبوعه الثامن قرابة 399 مليون دولار، فيما وصلت الإيرادات الإجمالية إلى 778,452,848 $ 

### رأي النقاد
تلقى الفيلم مراجعات إيجابية من قبل النقاد والجماهير. الفيلم حصل على تقييم 84% على موقع الطماطم الفاسدة، بناءً على 196 مراجعة، مع متوسط تقييم 7/10. ميتاكريتيك أعطى الفيلم 65 من 100 بناءً على 47 مراجعة نقدية. حسب موقع سينما سكور، أعطى جمهور السينما الفيلم متوسط درجة "A" على مقياس من A+ إلى F.

## وصلات خارجية
- مقالات تستعمل روابط فنية بلا صلة مع ويكي بيانات
- http://www.foxmovies.com/movies/deadpool

لا توجد روابط لمواقع التواصل الاجتماعي.

أفلام أبطال خارقين كوميدية في عقد 2010